# Gisay-la-Coudre
 Gisay-la-Coudre  là một xã thuộc tỉnh Eure trong vùng Normandie miền bắc nước Pháp.